# Aristebulea nobilis
Aristebulea nobilis là một loài bướm đêm trong họ Crambidae.